# SN 1996bv
SN 1996bv – supernowa typu Ia odkryta 16 listopada 1996 roku w galaktyce UGC 3432. Jej maksymalna jasność wynosiła 15,38m.